# Tishomingo (Oklahoma)
Pour les articles homonymes, voir Tishomingo.
La ville américaine de Tishomingo est le siège du comté de Johnston, dans l'Oklahoma. Lors du recensement de 2000, elle comptait 3 162 habitants.

## Personnalités liées à la ville
- Bill Anoatubby, gouverneur de la Nation Chickasaw
- Alfred P. Murrah, juge fédéral

## Source
- (en) Cet article est partiellement ou en totalité issu de l’article de Wikipédia en anglais intitulé « Tishomingo, Oklahoma » (voir la liste des auteurs).